# REA (TV-program)
REA var ett konsumentprogram för barn och ungdomar som sändes i Sveriges Television.  
Barn och ungdomar var programledare och reportrar. REA fungerade ungefär som programmet Plus, men riktde sig mot en yngre målgrupp. Programmet genomförde olika produkttester, gjorde reportage och försökte hjälpa barn och ungdomar i konsumentfrågor.
I varje program förekom en så kallad testpatrull som prövade och jämförde olika produkter. Programmet startade år 1999 och sändes varje år till och med 2006. Därefter gjorde programmet ett uppehåll, men återkom efter en tid. Vid återkomsten hade programmets studio bytts ut.
I programmet förekom små inslag med fingerboard i en minivärld. Det sista året hade programmet dessutom realityserien Hjälp! En tiger! som handlade om två barn som försökte rädda utrotningshotade tigrar.
Rea skapades av Linus Torell och Johanna Frelin. Programmet har belönats med Aftonbladets TV-pris flera år i rad, samt har vunnit internationella utmärkelser[källa behövs].